# Izborsk
Izborsk (în rusă: Изборск, în estonă: Irboska). Nume istorice: Izboresk, Sboresk, Sborsk, Sborts. Este un sat din  Raionul Peciora, Regiunea Pskov, una dintre cele mai vechi localtitați din Rusia fiind atestatǎ documentar pentru prima datǎ în anul 862, fiind atestat odatǎ cu orașele Smolensk și Polotsk.
Oraș situat la 30 km vest de Pskov, pe malul lacului Gorodishchenskoye.